# Chantecorps
Chantecorps korábbi község Franciaország Új-Aquitania régiójában, Deux-Sèvres megyében. 
Lakosainak száma 318 fő (2018. január 1.). Chantecorps Clavé, Coutières, Exireuil, Fomperron, Reffannes, Vasles, Vausseroux és Vautebis községekkel határos.
2019. január 1-jén Coutières korábbi községgel egyesült és az így létrejött Les Châteliers új község része lett.

## Népesség
A település népességének változása:
| Lakosok száma | 325  | 325  | 327  | 318  | 318  |
|               | 2013 | 2015 | 2016 | 2017 | 2018 |